# タカサゴキララマダニ
タカサゴキララマダニ（高砂綺羅々真蜱、学名：Amblyomma testudinarium）はマダニ科キララマダニ属に属するダニの1種である。大型のマダニで、東南アジアの他に日本では主に関東以南に分布する｡

## 解説
日本に分類する他のマダニ科の多くがそうであるように3宿主性で、幼虫、若虫、成虫の3つの発育期それぞれで別の個体に寄生する。ヒトへの寄生例が多く、成虫はイノシシ、馬、ヒトなどの大型哺乳類、幼若期は中・小型哺乳類，鳥類，爬虫類に寄生が見られる。また、幼虫は小型で運動能力に乏しく、成虫に比べ葉に集団で待機するという習性があり、刺傷症の場合には大量の幼虫に刺傷される例が報告されている。富山県では従来タカサゴキララマダニの記録はほとんどみられなかったが、近年のイノシシの定着にともなって、イノシシと関係の深い本種による人体刺症が発生するようになった。

## 刺傷症
これまでに、病原体不明の熱症が報告されるなどすることから、ある種の紅斑熱群リケッチアや重症熱性血小板減少症候群の原因となるウイルスを保有している可能性が指摘され、重症熱性血小板減少症候群のほか何らかの病原体を媒介する可能性が指摘されている。